# معاملة المثليين في غينيا الاستوائية
يواجه الأشخاص من المثليين والمثليات ومزدوجي التوجه الجنسي والمتحولين جنسياً (اختصاراً: LGBT) في غينيا الاستوائية تحديات قانونية واجتماعية لا يواجهها غيرهم من المغايرين جنسيا. يعد النشاط الجنسي المثلي بين الذكور وبين الإناث قانونيا في غينيا الاستوائية، لكن يواجه الأشخاص من مجتمع المثليين وصمة عار بين السكان. كما أن المنازل التي يعيش فيها الشركاء المثليون غير مؤهلة للحصول على نفس الحماية القانونية المتاحة للأزواج المغايرين، مع وجود عدة تقارير تتحدث عن مستوى عالي من التمييز والانتهاكات ضد مجتمع المثليين.

## قانونية النشاط الجنسي المثلي
على الرغم من عدم وجود قوانين ضد المثلية الجنسية في غينيا الاستوائية، إلا أن المؤسسة الدولية للمثليين والمثليات ومزدوجي التوجه الجنسي والمتحولين جنسيا وثنائيي الجنس تشير إلى «وجود دليل على استمرار تخويف الدولة للأفراد المتنوعين جنسياً». إن القانون الجنائي الساري في غينيا الاستوائية هو مراجعة للقانون الجنائي الإسباني الذي يعود إلى عهد إسبانيا الفرانكوية ويقال إنه يحمل في طياته قوانين ما بعد استعمارية معادية للمثلية، والتي تؤثر على تلك النظرة اليوم.

## الاعتراف القانوني بالعلاقات المثلية
لا تعترف غينيا الاستوائية بزواج المثليين أو الاتحادات المدنية أو الشراكات المنزلية.

## الحماية من التمييز
لا توجد حماية ضد التمييز على أساس التوجه الجنسي أو الهوية الجندرية.

## ظروف الحياة
وفقا لتقرير وزارة الخارجية الأمريكية لحقوق الإنسان لعام 2010: «لم تكن هناك قوانين تجرم التوجه الجنسي، ولكن كان الوصم الاجتماعي والتمييز التقليدي ضد الرجال المثليين والنساء المثليات قوي، وقدمت الحكومة القليل من الجهد لمكافحته».

## ملخص
| قانونية النشاط الجنسي المثلي                                                                  | (كان دوما قانونيا)                  |
| المساواة في السن القانوني للنشاط الجنسي                                                       | (منذ عام 1931)                      |
| قوانين مكافحة التمييز في التوظيف                                                              | No                                  |
| قوانين مكافحة التمييز في توفير السلع والخدمات                                                 | No                                  |
| قوانين مكافحة التمييز في جميع المجالات الأخرى (تتضمن التمييز غير المباشر، خطاب الكراهية)      | No                                  |
| قوانين مكافحة أشكال التمييز المعنية بالهوية الجندرية                                          | No                                  |
| زواج المثليين                                                                                 | No                                  |
| الاعتراف القانوني بالعلاقات المثلية                                                           | No                                  |
| تبني أحد الشريكين للطفل البيولوجي للشريك الآخر                                                | No                                  |
| التبني المشترك للأزواج المثليين                                                               | No                                  |
| يسمح للمثليين والمثليات ومزدوجي التوجه الجنسي والمتحولين جنسيا بالخدمة علناً في القوات المسلحة | No                                  |
| الحق بتغيير الجنس القانوني                                                                    | No                                  |
| علاج التحويل محظور على القاصرين                                                               | No                                  |
| الحصول على أطفال أنابيب للمثليات                                                              | No                                  |
| الأمومة التلقائية للطفل بعد الولادة                                                           | No                                  |
| تأجير الأرحام التجاري للأزواج المثليين من الذكور                                              | (غير قانوني للأزواج المغايرين كذلك) |
| السماح للرجال الذين مارسوا الجنس الشرجي التبرع بالدم                                          | No                                  |